# Rorà
Rorà – miejscowość i gmina we Włoszech, w regionie Piemont, w prowincji Turyn.
Według danych na rok 2004 gminę zamieszkiwało 258 osób, 21,5 os./km².